# Clayman
Clayman je leta 2000 izdani album metalne skupine In Flames in je njihov 5. studijski album.

## Seznam skladb
1. Bullet Ride
2. Pinball Map
3. Only For The Weak
4. ...As The Future Repeats Today
5. Square Nothing
6. Clay Man
7. Satellites And Astronauts
8. Brush The Dust Away
9. Swim
10. Suburban Me
11. Another Day In Quicksand
12. World Of Promises